# المادة البيضاء

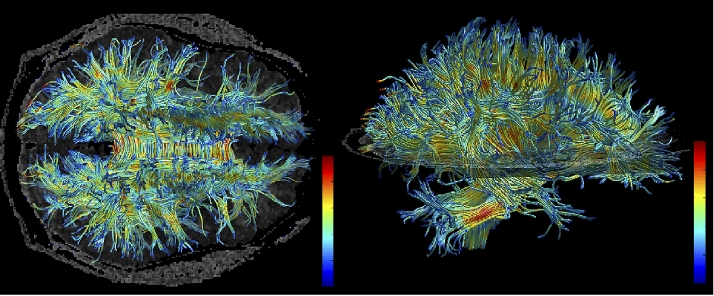
بنية المادة البيضاء لدماغ الإنسان (مأخوذة بوساطة التصوير بالرنين المغناطيسي).

المادة البيضاء هي أحد المادتين المكونتين للجهاز العصبي المركزي (حيث تكون المادة الرمادية هي المكون الثاني) تتكون بشكل أساسي من خلايا دبقية ومحاور عصبية مغمدة بغمد الميالين (النخاعين).
سميت المادة البيضاء بهذا الاسم بسبب مظهرها الفاتح نسبيًا والناتج عن المحتوى الدهني في الميالين. على أي حال، تظهر أنسجة الدماغ المقطوع حديثًا للعين المجردة باللون الأبيض الزهري لأن الميالين يتكون بنسبة كبيرة من الأنسجة الدهنية الموعاة وريديًا بالشعيرات الدموية. يرجع لونه الأبيض في العينات المحضرة إلى حفظه المعتاد في الفورمالديهايد.

## البنية

### المادة البيضاء
تتكون المادة البيضاء من حزم، تربط مناطق مختلفة من المادة الرمادية (مواقع أجسام الخلايا العصبية) في الدماغ ببعضها، وتحمل النبضات العصبية بين الخلايا العصبية. يعمل الميالين كعازل، ما يسمح للإشارات الكهربائية بالقفز، بدلًا من المرور عبر مسير المحور العصبي كاملًا، ما يزيد سرعة نقل الإشارات العصبية جميعها.
يمثل العدد الإجمالي للألياف طويلة المدى داخل نصف الكرة المخية 2% من العدد الإجمالي للألياف القشرية-القشرية (الواصلة بين المناطق القشرية) ويطابق تقريبًا العدد الذي يصل بين نصفي الكرة المخية في أكبر بنية نسيجية بيضاء في الدماغ، الجسم الثفني. لاحظ شوز وبرايتنبرغ أنه «كقاعدة تقريبية، يتناسب عدد الألياف في نطاق معين من الأطوال عكسيًا مع طولها».
تتكون المادة البيضاء في البالغين غير المسنين من الدم بنسبة 1.7-3.6%.

### المادة الرمادية
تمثل المكون الرئيسي الآخر للدماغ (لونها في الواقع أسمر وردي بسبب الشعيرات الدموية)، وتتكون من الخلايا العصبية. تعد المادة السوداء مكونًا ملونًا ثالثًا موجودًا في الدماغ يبدو أغمق بسبب ارتفاع مستويات الميلانين في الخلايا العصبية الدوبامينية مقارنة بالمناطق المجاورة لها. يمكن ملاحظة أن المادة البيضاء تظهر أحيانًا أغمق من المادة الرمادية على شريحة المجهر بسبب نوع الصبغة المستخدم. لا تشتمل المادة البيضاء في المخ والنخاع على التغصنات، أو أجسام الخلايا العصبية، أو محاور أقصر؛ يمكن العثور عليها فقط في المادة الرمادية.

### الموقع
تشكل المادة البيضاء القسم الأكبر من الأجزاء العميقة من الدماغ والأجزاء السطحية من النخاع الشوكي. تنتشر كداسات المادة الرمادية مثل العقد القاعدية (النواة المذنبة، والبطامة، والكرة الشاحبة، والمادة السوداء، والنواة تحت المهاد، والنواة المتكئة) ونواة جذع الدماغ (النواة الحمراء، نواة العصب القحفي) داخل المادة البيضاء المخية.
يتكون المخيخ بطريقة مماثلة للدماغ، مع عباءة سطحية من قشرة المخيخ، ومادة بيضاء مخيخية عميقة (تسمى «شجرة الحياة») وتجمعات من المادة الرمادية محاطة بمادة بيضاء مخيخية عميقة (النواة المسننة، والنواة الكروية، والنواة الصمية والنواة الأوجية). توجد أيضًا البطينات الدماغية المملوءة بالسوائل (البطينات الجانبية، والبطين الثالث، والمسال الدماغي، والبطين الرابع) في عمق المادة البيضاء الدماغية.

### طول المحور عصبي النخاعي
يملك الرجال مادة بيضاء أكثر من النساء من ناحيتي الحجم وطول المحاور النخاعية. في سن العشرين، يبلغ الطول الإجمالي للألياف النخاعية عند الرجال 176,000 كم بينما يصل طولها عند المرأة إلى 149000 كم. يحدث انخفاض في الطول الإجمالي مع تقدم العمر يُقدر بنحو 10% كل عقد، ليملك بذلك الرجل البالغ من العمر 80 عامًا 97,200 كم، أما الأنثى فيتبقى لديها 82,000 كم. يرجع معظم هذا الانخفاض إلى فقدان الألياف الرقيقة.